# ក (lettre khmère)
 (février 2022).

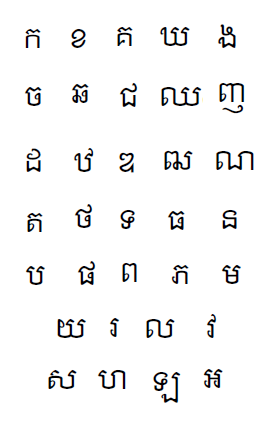

ក /kɑ:/ est une consonne et la première lettre de l'alphabet khmer.
Elle désigne une Consonne occlusive vélaire sourde.
Son caractère Unicode est 1780.

Kɑ
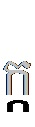
Souscrite du Ka
Kɑ en écriture ronde
Souscrite du Ka en écriture ronde